# La Granada de Riotinto
La Granada de Riotinto er en by og kommune i det sydvestlige Spanien i provinsen Huelva. Den har et indbyggertal på 244 (2024) indbyggere.